# 신풍초등학교 (경기)
신풍초등학교는 대한민국 경기도 수원시 영통구 이의동에 있는 공립 초등학교다.

## 연혁
- 1896년 2월 10일 수원군 공립소학교 개교(4년제 4학급)
- 1896년 8월 4일 경기 관찰부공립소학교로 교명 변경
- 1906년 9월 1일 공립수원보통학교로 개칭
- 1911년 11월 1일 수원공립보통학교(4년제)로 개칭
- 1922년 4월 1일 6년제 개편
- 1937년 4월 1일 수원신풍공립보통학교로 개칭
- 1938년 4월 1일 수원신풍공립심상소학교로 개칭[1]
- 1941년 4월 1일 수원신풍공립국민학교로 변경[2]
- 1985년 3월 1일 병설유치원 개원
- 1994년 12월 30일 교지 '신풍' 발간
- 1995년 3월 1일 도서실, 4개 특별실(민속예술실, 음악실, 미술실, 실과 공작실) 설치
- 1996년 2월 10일 개교 100주년 기념일[3]
- 1996년 3월 1일 수원신풍초등학교로 개칭[4]
- 1996년 5월 10일 신풍 100년사 발간, 사료관 개관[3]
- 2006년 2월 17일 제97회 졸업식
- 2013년 3월 1일 현재의 위치로 이전[5]
- 2013년 3월 1일 경기도교육청 자율학교 지정(5년)
- 2013년 9월 1일 제28대 임종석 교장 취임
- 2016년 2월 4일 제107회 졸업식(총 30,812명)
- 2016년 2월 29일 신풍분교장 폐지
- 2016년 3월 1일 초등 51학급(특수 1학급 포함) 편성
- 2017년 2월 7일 제108회 졸업식(총 31,101명)
- 2017년 3월 1일 초등 52학급(특수 1학급 포함) 편성
- 2018년 1월 4일 제 110회 졸업식
- 2022년 제30대 이호관 교장 취임
- 2023년 본격적인 AI교육 실시

## 논란
본래 신풍초등학교 위치는 화성행궁의 부속건물이자 한양에서 화성유수부에 공무로 온 사람들이 머물던 곳이었던 객사 건물인 우화관(于華館)이 있었던 자리였다. 이 자리에 학교가 들어서 약 100여 년 동안 운영되었는데, 수원시에서 화성행궁 복원사업을 추진하면서 신풍초등학교의 위치 이전을 요구하였다. 이에 따라 학부모와 동문회, 그리고 시교육청의 갈등이 있었으나, 결국 우여곡절 끝에 신풍초등학교는 광교신도시로 이전이 확정되었다. 이 과정에서 기존 재학생 학부모와 동문회의 반발로 인해 구 교사는 2016년까지 분교장으로 남게 되었다.

## 참고 자료
- 신풍초등학교 - 한국교육학술정보원 학교알리미